# 苞叶藤属
苞叶藤属（学名：Blinkworthia）是旋花科下的一个属，为攀援小灌木植物。该属共有2种，分布于缅甸、泰国北部和中国。